# Wamba (Hiszpania)
Wamba – gmina w Hiszpanii, w prowincji Valladolid, w Kastylii i León, o powierzchni 38,16 km². W 2011 roku gmina liczyła 355 mieszkańców.